# Friedrich Karl von Moser

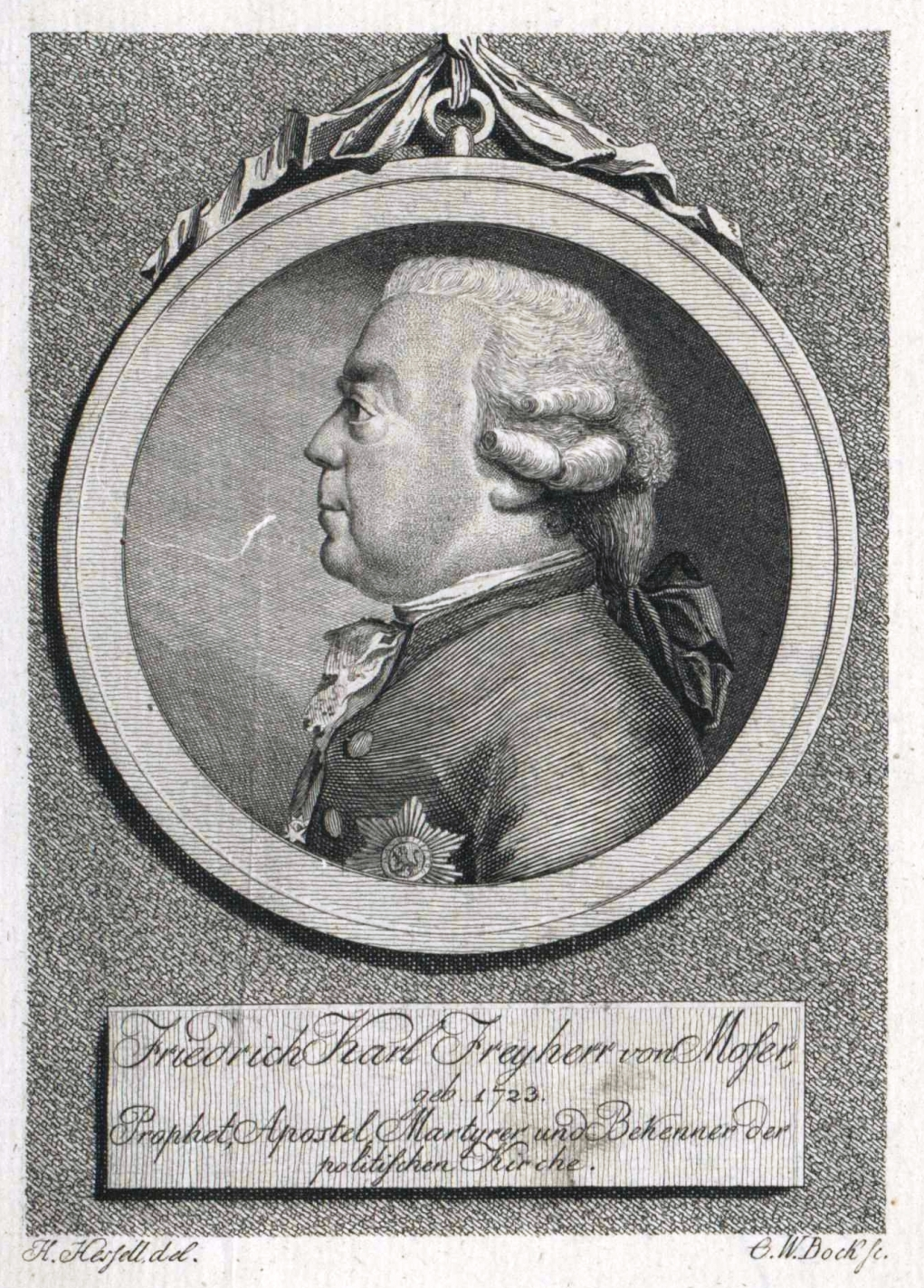
Friedrich Karl von Moser, Stich von Christoph Wilhelm Bock

Das Stammwappen der Familie Moser von Filseck 1573

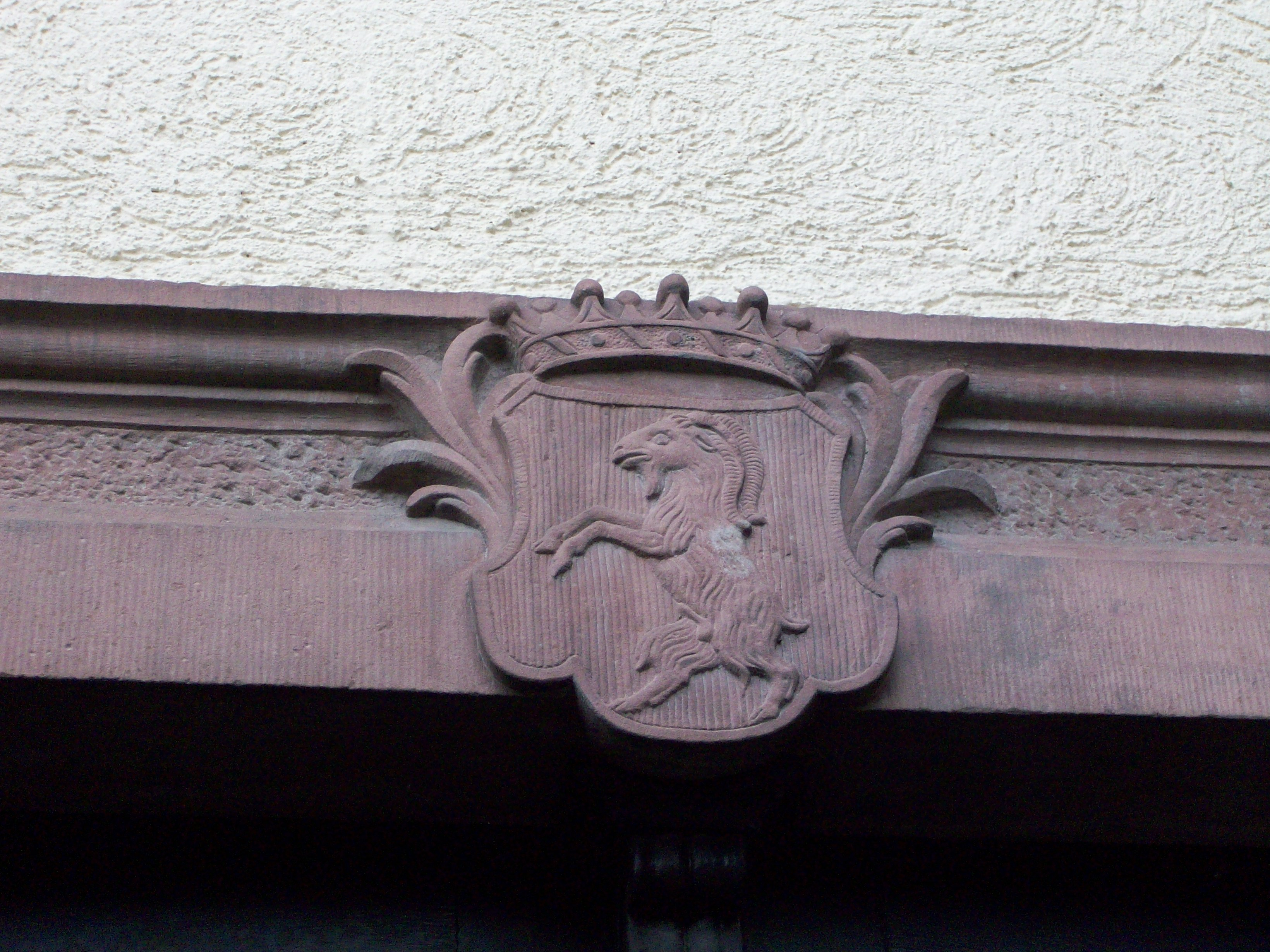
Friedrich Karls Wappen am kurzzeitigen Besitz Schlösschen Zwingenberg

Freiherr Friedrich Karl von Moser-Filseck (* 18. Dezember 1723 in Stuttgart; † 11. November 1798 in Ludwigsburg) war ein deutscher Staatswissenschaftler, Reichspublizist und Politiker.

## Familie
Friedrich Karl von Moser entstammte einer alten württembergischen Familie, deren Stammreihe um 1400 mit Balthasar Moser gen. Marstaller beginnt und deren erster Repräsentant am 2. Februar 1573 in den Reichsadelsstand mit dem Namenszusatz „von Filsseckh und Weilerberg“ erhoben wurde. Daraus entstand der Familienname „Moser von Filseck“ bzw. „von Moser-Filseck“.
Am 3. Dezember 1763 erhielten die Brüder Friedrich Karl und Christian Benjamin Moser eine Adelsbestätigung. Friedrich Karl von Moser wurde von Kaiser Joseph II. in Wien am 10. Dezember 1769 „in den Stand, Ehr und Würde Unserer und des Heiligen Reichs Freiherrn“ erhöht. Ein weiterer Bruder war der Forstmann Wilhelm Gottfried von Moser. Dieser freiherrliche Familienzweig erlosch mit der nächsten Generation im Mannesstamm.

## Leben

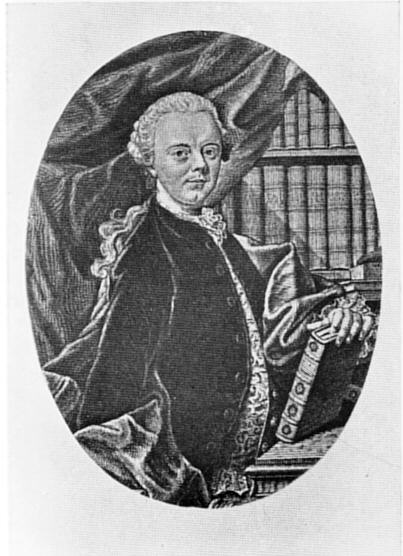
Friedrich Karl von Moser

Als ältester Sohn Johann Jacob Mosers erhielt Moser eine pietistische Erziehung an der Klosterschule Berge und in der Brüdergemeine von Ebersdorf (Reuß). Nach dem Jurastudium in Jena betrat er 1743 als Gehilfe seines Vaters sein juristisches und diplomatisches Wirkungsfeld: die Vorderen Reichskreise, kleinräumige Gebilde mit staatsrechtlich oft sehr verwickelten Verhältnissen.
Von 1751 bis 1767 lebte er in Frankfurt am Main und vertrat unter anderem Hessen-Darmstadt und Hessen-Kassel beim Oberrheinischen Kreis. 1762 gelang ihm die Beilegung des hanauischen Erbschaftsstreits und 1764 die Rückführung Hessen-Kassels in den Oberrheinischen Kreis. Von 1767 bis 1770 war er Reichshofrat in Wien (1769 Freiherr) und 1770 bis 1772 Verwalter der kaiserlichen Grafschaft Falkenstein in Winnweiler (Pfalz). 1772 berief Ludwig IX. von Hessen-Darmstadt ihn zum Ersten Minister, Präsidenten aller Landeskollegien und Kanzler mit dem Auftrag, die durch Kabinettsschulden zerrütteten Staatsfinanzen zu sanieren. Moser erreichte eine Schuldenregelung (1772/79), gründete die erste deutsche Ökonomische Fakultät in Gießen (1777) und suchte durch eine Landkommission die Kommunalfinanzen zu ordnen sowie Landwirtschaft und Gewerbe zu fördern (1777, aufgehoben 1780). 1779 erwarb er das Schlösschen in Zwingenberg und ließ es für seine Zwecke renovieren und umbauen, nicht ohne auch hier in einen Rechtsstreit geraten zu sein.
Sein selbstherrlicher Regierungsstil und das rüde Vorgehen der Landkommissare machten ihm viele Feinde. Sein Abschied 1780, als der Landgraf zur Finanzierung seiner Soldatenspielerei das von Moser abgeschaffte Lotto per Kabinettsordre wieder einführte, und seine Landesverweisung 1782 wegen angeblicher Untreue und Eigenmächtigkeit führten zu einem Rechtsstreit, der erst 1790 nach dem Tod des Landgrafen beigelegt wurde (rehabilitiert).
Sein Nachfolger als Präsident des Staatsministeriums von Hessen-Darmstadt wurde 1780 ein Schwager Herders, nämlich Andreas Peter von Hesse, der zuvor tatkräftig am Sturz Mosers mitgewirkt haben soll.
Von 1783 bis 1790 lebte Moser in Mannheim, dann in Ludwigsburg. 1749 heiratete er Ernestine von Rottenhoff, geb. von Herdt, 1779 Freiin Luise von Wurmser.
Schriftsteller
In den Jahren 1747 bis 1767 und wieder 1782 bis 1798 entfaltete Moser eine rege publizistische Tätigkeit. Er begann mit Rechtsquellensammlungen (Kreisabschiede), Kanzleilehrbüchern und Rechtsbüchern (u. a. Teutsche Hofrecht, 1754; Sammlung von Reichs-Hof-Raths-Gutachten, 1752). In Frankfurt, wo ihn die Begegnung mit Susanne von Klettenberg und dem pietistischen Kreis der „Stillen im Lande“ prägte, schrieb er auch religiöse Werke (Der Christ in der Freundschaft, 1754; Daniel in der Löwen-Grube, 1763; Geistliche Gedichte, 1763), später eine Actenmäßige Geschichte der Waldenser (1798).
Wichtiger waren seine zeitkritischen Schriften, mit denen er die neue politische Macht der Publizistik nutzte. Anonym erschienen u. a. Der Herr und der Diener, geschildert mit patriotischer Freiheit (1759, bald ins Französische und Russische übersetzt), Der Hof in Fabeln (1761), Von dem deutschen Nationalgeist (1765), Patriotische Briefe (1767) und Über den Diensthandel deutscher Fürsten (1786), unter seinem Namen u. a. Die Ministerschule (1762), Gesammelte moralische und politische Schriften (1763/64) und Über die Regierung der geistlichen Staaten in Deutschland (1787).
Seine eigenen Erfahrungen verarbeitete er u. a. in dem Buch über Necker, den französischen Reformminister (anonym 1782), Über Regenten, Regierung und Ministers (1784) und Politische Wahrheiten (1796). Im Patriotischen Archiv für Deutschland (1784–90, fortgesetzt als Neues Patriotisches Archiv, 1792–94) stellte er vorbildliche ältere und neuere Staatsmänner und Staatseinrichtungen vor. Anekdotisch, ohne strenge wissenschaftliche Systematik, aber von praktischer Vernunft durchdrungen, aufklärend, aber nicht revolutionär, wollten seine Schriften weniger auf den Verstand als auf das Herz des Lesers einwirken. So schildert Moser in seinem mehrtausendseitigen Werk zum Teutschen Hof-Recht, dass am kaiserlichen Hof zu Wien die Kammerherren-Würde derart inflationär verbreitet sei, dass mancher das Amt nur einmal im Leben wirklich ausübe: Eines Morgens will ein ehrenamtlicher Kammerherr von blauem Blut das nominelle Amt ausfüllen, indem er dem Kaiser beim Ankleiden hilft. Doch erkennt der Kammerherr den Kaiser nicht, weil dieser im Nachthemd daherkommt. Und der Kaiser ist nicht erfreut, vom Kammerherrn gefragt zu werden, ob er wisse, wo er denn sei, der Kaiser. In einer Liste der an deutschen Fürstenhöfen vertretenen Ämter führt Moser auch einen „Hof-Tellerlecker“, einen „Hof-Lügner, Hof-Ohrenbläser“ und einen „Hof-Müßiggänger“ auf.
Als „christlicher Patriot“ prangerte er Despotismus, Korruption und Militarismus an den Fürstenhöfen an, wollte die Unterwürfigkeit und (von den Kirchen geförderte) Unwissenheit des Volkes überwinden und stellte hohe Ansprüche an Gewissen und Pflichtbewusstsein der leitenden Staatsdiener. Angesichts der Französischen Revolution blieb er einem ständisch geprägten Rechtsstaatsdenken treu.
Moser wurde in den 1840er-Jahren als Kämpfer für Gedankenfreiheit, als Reichspatriot und Vorläufer des Freiherrn vom Stein wiederentdeckt. Später wurde sein Unverständnis für die Rolle Preußens einerseits und für die Demokratie andererseits kritisiert. In letzter Zeit hat man stärker sein Ideal eines christlichen Policeystaats und seine Staatsdienerlehre beachtet.

## Ehrungen
- Ritter des hessen-casselischer Hausordens vom Goldenen Löwen[3] 25. August 1773

### Werke von Friedrich Karl von Moser
- Friderich Carl von Moser: Der Herr und der Diener. Geschildert mit patriotischer Freyheit. Johann August Raspe, Franckfurt 1759.
- Friedrich Carl von Moser: Politische Wahrheiten. 2 Bände „bey Orell, Geſsner, Füſsli und Compagnie, Zürich“ 1796:, Band, Digitalisat und Volltext im Deutschen Textarchiv
- Actenmäßige Geschichte der Waldenser, ihrer Schicksale und Verfolgungen in den leztern dritthalbhundert Jahren überhaupt und ihrer Aufnahme und Anbau im Herzogthum Würtemberg, Zürich, 1775 Digitalisat MDZ
- Des hochlöblichen Fränckischen Crayses Abschide und Schlüsse: vom Jahr 1600. biß 1748, Nürnberg 1752 Google Book Digitalisat Universitäts- und Landesbibliothek Sachsen-Anhalt
- Des Obersächsischen Crayses Abschide, 1 Bd., Jena 1752 Digitalisat bei: Sächsische Landesbibliothek – Staats- und Universitätsbibliothek Dresden
- Sammlung des heiligen Römischen Reichs sämtlicher Crays-Abschiede und anderer Schlüsse, 3 Bde., Leipzig und Ebersdorff 1747–1748, Google Book, Band 1–3
- Sammlung von Reichs-Hof-Raths-Gutachten, 6 Bde., Frankfurt am Main 1752–1769, Band 1–6, Universitäts- und Landesbibliothek Düsseldorf (ULB) Digitalisat
- Kleine Schriften, zur Erläuterung des Staats- und Völckerrechts, wie auch des Hof- und Canzley-Ceremoniels, Frankfurt am Main, Band 1–12, 1751 Google Book Digitalisat MDZ, nebst einem Haupt-Register über alle zwölf Bände 1765 Digitalisat Österreichische Nationalbibliothek Digitalisat MDZ
- Herr und Diener, geschildert mit patriotischer Freiheit, 1759 Digitalisat Österreichische Nationalbibliothek
- Von dem Deutschen Nationalgeist, 1766 Google Book
- Ueber die Regierung der geistlichen Staaten in Deutschland Frankfurt und Leipzig, 1787 Digitalisat bei: Münchener Digitalisierungszentrum
- Reliquien, Frankfurt am Main 1766 Digitalisat Landesbibliothek Oldenburg
- Patriotisches Archiv für Deutschland 1788 (12 Bände) Digitalisate Bibliothek der Universität Bielefeld
- Teutsches Hof-Recht: In zwölf Büchern, Andrea Frankfurt, Leipzig, 1754–1755, Band 1–2, Google Book PDF Universitäts- und Landesbibliothek Sachsen-Anhalt 'Digitalisat MDZ
- Ueber den Diensthandel deutscher Fürsten, 1786, Google Book Digitalisat MDZ
- Friderich Carls von Moser Fürstlich-Hessen-Casselischen Geheimen Raths gesammelte moralische und politische Schriften, Frankfurt 1763 Digitalisat MDZ
- Die Ministerschule oder Schreiben eines alten Edelmannes an einen jungen Minister: als ein Anhang zu dem Moserischen Herrn und Diener, Freystadt 1762 Google Book
- Diplomatische und historische Belustigungen, Frankfurt und Leipzig 1755, Band 1–7, Google Book
- Daniel in der Löwen-Grube: In sechs Gesängen , 1763 Google Book
- Doctor Luther's Fürsten-Spiegel von Regenten, Räthen und Obrigkeiten, Frankfurt 1783 Google Book

### Werke über Friedrich Karl von Moser
nach Autoren / Herausgebern alphabetisch geordnet 
- Günter Christ: Moser von Filseck, Friedrich Carl Frhr. v.. In: Neue Deutsche Biographie (NDB). Band 18, Duncker & Humblot, Berlin 1997, ISBN 3-428-00199-0, S. 178–181 (Digitalisat).
- Genealogisches Handbuch des Adels, Adelslexikon Band IX, Band 116 der Gesamtreihe, C. A. Starke Verlag, Limburg (Lahn), 1998, ISSN 0435-2408.
- Gothaisches Genealogisches Taschenbuch der Briefadeligen Häuser, Justus Perthes, Gotha 1910.
- Heinrich Heidenheimer: Moser, Friedrich Karl von. In: Allgemeine Deutsche Biographie (ADB). Band 22, Duncker & Humblot, Leipzig 1885, S. 764–783.
- Ludwig Hepding: Die Brüder Moser in Selbstzeugnissen. In: Archiv für hessische Geschichte und Altertumskunde. 39, 1981, S. 183–257.
- Gerd Kleinheyer, Jan Schröder (Hrsg.): Deutsche und Europäische Juristen aus neun Jahrhunderten. 4. Auflage. UTB, Heidelberg 1996, ISBN 3-8252-0578-9, S. 499. (=UTB für Wissenschaft 578)
- Wolfgang Rother: Friedrich Karl von Moser. In: Helmut Holzhey, Vilem Mudroch (Hrsg.): Grundriss der Geschichte der Philosophie, Die Philosophie des 18. Jahrhunderts. Band 5: Heiliges Römisches Reich Deutscher Nation, Schweiz, Nord- und Osteuropa. Schwabe, Basel 2014, S. 673–677 (Literatur, S. 710), ISBN 978-3-7965-2631-2.
- Johanna Soehnigen: Grüne Genealogien der Freiheit: Friedrich Karl von Mosers Garten in Darmstadt-Bessungen = Grüne Reihe 33. Wernersche Verlagsgesellschaft, Worms 2016, ISBN 978-3-88462-363-3.
- Angela Stirken: Der Herr und der Diener. Friedrich Carl von Moser und das Beamtenwesen seiner Zeit (= Bonner historische Forschungen. Band 51). Röhrscheid, Bonn 1984, ISBN 3-7928-0473-5 (Dissertation Universität Bonn 1983, 1912 Seiten).
- Hermann Uhrig: Friedrich Karl von Moser. In: Biographisch-Bibliographisches Kirchenlexikon (BBKL). Band 6, Bautz, Herzberg 1993, ISBN 3-88309-044-1, Sp. 177–192 (Artikel/Artikelanfang im Internet-Archive).
- Anne Marie Wolf: Das politische Denken Friedrich Carl von Mosers. Eine Studie zum Problem der Revolution in Deutschland Köln 1952, OCLC 720237266 (Dissertation Universität Köln 12. Mai 1952, 158 Seiten).
- Hermann Baumstark (Hermann vom Busche): Friedrich Carl, Freiherr von Moser: Aus seinen Schriften sein Geist an das neunzehnte jahrhundert. Stuttgart 1846 Google Book
- Unvorgreifliche Anmerkungen zu der berüchtigten Broschüre: Über den Diensthandel deutscher Fürsten 1786 Google Book